# Kvalifikace na Mistrovství světa ve fotbale 2010 (UEFA) – skupina 4
V kvalifikaci na Mistrovství světa ve fotbale 2010 ve skupině 4 hrálo 6 národních týmů: Německo, Rusko, Finsko, Wales, Ázerbájdžán a Lichtenštejnsko. Přímo na Mistrovství světa ve fotbale 2010 postoupilo mužstvo Německa, Rusko postoupilo do baráže.
| Tým             | Z  | V | R | P | GV | GI | +/- | B  |
| --------------- | -- | - | - | - | -- | -- | --- | -- |
| Německo         | 10 | 8 | 2 | 0 | 26 | 5  | 21  | 26 |
| Rusko           | 10 | 7 | 1 | 2 | 19 | 6  | 13  | 22 |
| Finsko          | 10 | 5 | 3 | 2 | 14 | 14 | 0   | 18 |
| Wales           | 10 | 4 | 0 | 6 | 9  | 12 | -3  | 12 |
| Ázerbájdžán     | 10 | 1 | 2 | 7 | 4  | 14 | -10 | 5  |
| Lichtenštejnsko | 10 | 0 | 2 | 8 | 2  | 23 | -21 | 2  |

- Německo postoupilo na Mistrovství světa ve fotbale 2010.
- Rusko se zúčastnilo baráže.

## Zápasy
| 6. září 2008 20:45 UTC+2 |        |                                                                                |                          |
| Lichtenštejnsko          | 0 – 6  | Německo                                                                        | Rheinpark Stadion, Vaduz |
|                          | Report | Podolski 21' 48' Rolfes 64' Schweinsteiger 65' Hitzlsperger 75' Westermann 86' | Rheinpark Stadion, Vaduz |

| 6. září 2008 15:00 UTC+1 |        |             |                             |
| Wales                    | 1 – 0  | Ázerbájdžán | Millennium Stadium, Cardiff |
| Vokes 83'                | Report |             | Millennium Stadium, Cardiff |

| 10. září 2008 20:35 UTC+3              |        |                   |                                    |
| Finsko                                 | 3 – 3  | Německo           | Helsinky Olympic Stadium, Helsinky |
| Johansson 33' Väyrynen 43' Sjölund 53' | Report | Klose 38' 45' 83' | Helsinky Olympic Stadium, Helsinky |

| 10. září 2008 21:00 UTC+5 |        |                 |                               |
| Ázerbájdžán               | 0 – 0  | Lichtenštejnsko | Tofik Bakhramov Stadium, Baku |
|                           | Report |                 | Tofik Bakhramov Stadium, Baku |

| 10. září 2008 19:00 UTC+4            |        |            |                           |
| Rusko                                | 2 – 1  | Wales      | Lokomotiv Stadium, Moskva |
| Pavljučenko 22' (pen.) Pogrebňak 81' | Report | Ledley 67' | Lokomotiv Stadium, Moskva |

| 11. říjen 2008 20:45 UTC+2 |        |             |                             |
| Německo                    | 2 – 1  | Rusko       | Signal Iduna Park, Dortmund |
| Podolski 9' Ballack 28'    | Report | Aršavin 51' | Signal Iduna Park, Dortmund |

| 11. říjen 2008 17:30 UTC+1 |        |                 |                             |
| Wales                      | 2 – 0  | Lichtenštejnsko | Millennium Stadium, Cardiff |
| Edwards 42' Evans 80'      | Report |                 | Millennium Stadium, Cardiff |

| 11. říjen 2008 17:00 UTC+3 |        |             |                                    |
| Finsko                     | 1 – 0  | Ázerbájdžán | Helsinky Olympic Stadium, Helsinky |
| Forssell 62' (pen.)        | Report |             | Helsinky Olympic Stadium, Helsinky |

| 15. říjen 2008 20:45 UTC+2 |        |       |                                |
| Německo                    | 1 – 0  | Wales | Borussia-Park, Mönchengladbach |
| Trochowski 72'             | Report |       | Borussia-Park, Mönchengladbach |

| 15. říjen 2008 19:00 UTC+4                    |        |        |                           |
| Rusko                                         | 3 – 0  | Finsko | Lokomotiv Stadium, Moskva |
| Pasanen 23' (vl.) Lampi 65' (vl.) Aršavin 88' | Report |        | Lokomotiv Stadium, Moskva |

| 28. březen 2009 20:00 UTC+1                          |        |                 |                        |
| Německo                                              | 4 – 0  | Lichtenštejnsko | Zentralstadion, Lipsko |
| Ballack 4' Jansen 9' Schweinsteiger 48' Podolski 50' | Report |                 | Zentralstadion, Lipsko |

| 28. březen 2009 17:00 UTC+3  |        |             |                           |
| Rusko                        | 2 – 0  | Ázerbájdžán | Lokomotiv Stadium, Moskva |
| Pavljučenko 32' Zyrjanov 71' | Report |             | Lokomotiv Stadium, Moskva |

| 28. březen 2009 15:00 UTC+0 |        |                          |                             |
| Wales                       | 0 – 2  | Finsko                   | Millennium Stadium, Cardiff |
|                             | Report | Johansson 42' Kuqi 90+1' | Millennium Stadium, Cardiff |

| 1. duben 2009 19:30 UTC+2 |        |              |                          |
| Lichtenštejnsko           | 0 – 1  | Rusko        | Rheinpark Stadion, Vaduz |
|                           | Report | Zyrjanov 38' | Rheinpark Stadion, Vaduz |

| 1. duben 2009 19:45 UTC+1 |        |                                |                             |
| Wales                     | 0 – 2  | Německo                        | Millennium Stadium, Cardiff |
|                           | Report | Ballack 11' Williams 48' (vl.) | Millennium Stadium, Cardiff |

| 6. červen 2009 19:00 UTC+3 |        |                 |                                    |
| Finsko                     | 2 – 1  | Lichtenštejnsko | Helsinky Olympic Stadium, Helsinky |
| Forssell 33' Johansson 71' | Report | Frick 13'       | Helsinky Olympic Stadium, Helsinky |

| 6. červen 2009 20:00 UTC+5 |        |             |                               |
| Ázerbájdžán                | 0 – 1  | Wales       | Tofik Bakhramov Stadium, Baku |
|                            | Report | Edwards 42' | Tofik Bakhramov Stadium, Baku |

| 10. červen 2009 20:30 UTC+3 |        |                               |                                    |
| Finsko                      | 0 – 3  | Rusko                         | Helsinky Olympic Stadium, Helsinky |
|                             | Report | Keržakov 26' 53' Zyrjanov 71' | Helsinky Olympic Stadium, Helsinky |

| 12. srpen 2009 21:00 UTC+5 |        |                              |                               |
| Ázerbájdžán                | 0 – 2  | Německo                      | Tofik Bakhramov Stadium, Baku |
|                            | Report | Schweinsteiger 11' Klose 53' | Tofik Bakhramov Stadium, Baku |

| 5. září 2009 19:00 UTC+4                             |        |                 |                           |
| Rusko                                                | 3 – 0  | Lichtenštejnsko | Lokomotiv Stadium, Moskva |
| V. Berezutski 17' Pavljučenko 40' (pen.), 45' (pen.) | Report |                 | Lokomotiv Stadium, Moskva |

| 5. září 2009 20:00 UTC+5 |        |                           |                               |
| Ázerbájdžán              | 1 – 2  | Finsko                    | Tofik Bakhramov Stadium, Baku |
| Mammadov 49'             | Report | Tihinen 74' Johansson 85' | Tofik Bakhramov Stadium, Baku |

| 9. září 2009 19:45 UTC+1 |        |                                            |                             |
| Wales                    | 1 – 3  | Rusko                                      | Millennium Stadium, Cardiff |
| Collins 54'              | Report | Semšov 36' Ignaševič 72' Pavljučenko 90+1' | Millennium Stadium, Cardiff |

| 9. září 2009 20:45 UTC+2                       |        |             |                     |
| Německo                                        | 4 – 0  | Ázerbájdžán | AWD-Arena, Hannover |
| Ballack 14' (pen.) Klose 55', 66' Podolski 71' | Report |             | AWD-Arena, Hannover |

| 9. září 2009 19:30 UTC+2 |        |                     |                          |
| Lichtenštejnsko          | 1 – 1  | Finsko              | Rheinpark Stadion, Vaduz |
| Polverino 75'            | Report | Litmanen 73' (pen.) | Rheinpark Stadion, Vaduz |

| 10. říjen 2009 19:00 UTC+4 |        |           |                           |
| Rusko                      | 0 – 1  | Německo   | Lokomotiv Stadium, Moskva |
|                            | Report | Klose 35' | Lokomotiv Stadium, Moskva |

| 10. říjen 2009 20:00 UTC+2 |        |                          |                          |
| Lichtenštejnsko            | 0 – 2  | Ázerbájdžán              | Rheinpark Stadion, Vaduz |
|                            | Report | Javadov 55' Məmmədov 82' | Rheinpark Stadion, Vaduz |

| 10. říjen 2009 17:00 UTC+3 |        |             |                                    |
| Finsko                     | 2 – 1  | Wales       | Helsinky Olympic Stadium, Helsinky |
| Porokara 5' Moisander 77'  | Report | Bellamy 17' | Helsinky Olympic Stadium, Helsinky |

| 14. říjen 2009 18:00 UTC+2 |        |               |                             |
| Německo                    | 1 – 1  | Finsko        | HSH Nordbank Arena, Hamburg |
| Podolski 90'               | Report | Johansson 11' | HSH Nordbank Arena, Hamburg |

| 14. říjen 2009 21:00 UTC+5 |        |             |                               |
| Ázerbájdžán                | 1 – 1  | Rusko       | Tofik Bakhramov Stadium, Baku |
| Javadov 54'                | Report | Aršavin 13' | Tofik Bakhramov Stadium, Baku |

| 14. říjen 2009 20:00 UTC+2 |        |                        |                          |
| Lichtenštejnsko            | 0 – 2  | Wales                  | Rheinpark Stadion, Vaduz |
|                            | Report | Vaughan 16' Ramsey 80' | Rheinpark Stadion, Vaduz |

## Nejlepší střelci
| Poř. | Hráč                   | Země        | Góly |
| ---- | ---------------------- | ----------- | ---- |
| 1    | Miroslav Klose         | Německo     | 7    |
| 2    | Lukas Podolski         | Německo     | 6    |
| 3    | Jonatan Johansson      | Finsko      | 5    |
| 3    | Roman Pavljučenko      | Rusko       | 5    |
| 5    | Michael Ballack        | Německo     | 4    |
| 6    | Bastian Schweinsteiger | Německo     | 3    |
| 6    | Andrej Aršavin         | Rusko       | 3    |
| 6    | Konstantin Žirjanov    | Rusko       | 3    |
| 9    | Vagif Javadov          | Ázerbájdžán | 2    |
| 9    | Elvin Mammadov         | Ázerbájdžán | 2    |
| 9    | Mikael Forssell        | Finsko      | 2    |
| 9    | Alexandr Keržakov      | Rusko       | 2    |
| 9    | David Edwards          | Wales       | 2    |